# Chaerephon nigeriae
Chaerephon nigeriae är en fladdermusart som beskrevs av Thomas 1913. Chaerephon nigeriae ingår i släktet Chaerephon och familjen veckläppade fladdermöss.
Inga underarter finns listade i Catalogue of Life. Wilson & Reeder (2005) skiljer mellan två underarter.
Arten blir med svans cirka 10 cm lång, svanslängden är ungefär 3,5 cm och underarmarna är 4,4 till 5,0 cm långa. Djuret har mörk sepia päls på ovansidan och lite ljusare brun päls på undersidan. Dessutom förekommer långa vita hår på bålens sidor samt på vingarna som bildar streck eller strimmor. Mellan öronen förekommer en hudremsa som har en liten bakåt böjd kant på toppen. Bakom hudremsan finns en hårtofs. Den lilla broskiga fliken i örat (tragus) har två spetsar på toppen med en liten grop mellan. I överkäken ligger den första premolaren i tandraden. Den är betydlig mindre än den andra premolaren. I underkäken har båda premolarer nästan samma storlek.
Denna fladdermus förekommer med två från varandra skilda populationer i Afrika. Den första från Ghana till Sydsudan och den andra från södra Kongo-Kinshasa till Namibia och Botswana. Arten når i bergstrakter 1000 meter över havet. Habitatet utgörs av savanner med trädgrupper och av skogar.
Individerna vilar under trädens bark eller i byggnader. Där bildar de flockar med 10 till 15 medlemmar (sällan upp till 25). Chaerephon nigeriae jagar olika insekter.